# Яру
Яру (Иару) в древноегипетската митология е част от подземното царство, управлявано от бога на отвъдното Озирис. Така се наричал Седмият Праг на подземната река Нил, или също Седми дом, съответстващ на Рая за мъртвите.
Намирал се преди Осмия Праг на предизвикателствата, където демоните и богът-скарабей Хепри пазели последната порта, през която преминавал с ладията си по нощния маршрут царят на боговете Ра. 
В Иару мъртвите попадали след благоприятната присъда на Озирис. Там те водели вечен щастлив и безгрижен живот. Гледали преминаващия Ра със слънчевия диск на главата.
На живите било самоубийствено да се опитват да отидат там. Защото близо до следващия Осми Праг се намирал затворът на Апоп - грамадния хаотичен змей, излъчващ огромна унищожителна мощ. Дори боговете, освен безстрашния Ра, не се осмелявали да посетят мястото.
Рик Риърдън накратко описва Яру като „място за мъртвите, което по всяка вероятност съответства на Рая” и го посочва в книгата си „Огненият престол”. Също мястото е споменато в някои древноегипетски предания за „Съда на Озирис”.